# Simone Gironi
Simone Gironi (Verona, 26 aprile 1976) è un ex cestista italiano.

## Carriera
Vanta 26 presenze in Serie A1 con la maglia della Pallacanestro Trieste. Ha inoltre disputato 7 partite ai FIBA EuroBasket Under-22 1996.